# Santenay (Loir-et-Cher)
Santenay ist eine französische Gemeinde mit 293 Einwohnern (Stand: 1. Januar 2022) im Département Loir-et-Cher in der Region Centre-Val de Loire. Sie gehört zum Arrondissement Blois, zum Kanton Veuzain-sur-Loire und zum Gemeindeverband Agglomération de Blois. 

## Geografie
Die Gemeinde Santenay liegt an der Grenze zum Département Indre-et-Loire, etwa 15 Kilometer westsüdwestlich von Blois. Umgeben wird Santenay von den Nachbargemeinden Françay im Norden, Herbault im Nordosten, Valencisse im Nordosten und Osten, Valloire-sur-Cisse im Osten und Südosten, Onzain im Südosten und Süden, Mesland im Süden, Dame-Marie-les-Bois im Südwesten und Westen sowie Saint-Étienne-des-Guérets im Nordwesten.

## Bevölkerungsentwicklung
| Jahr                       | 1962 | 1968 | 1975 | 1982 | 1990 | 1999 | 2006 | 2013 | 2021 |
| Einwohner                  | 405  | 360  | 307  | 262  | 229  | 254  | 264  | 295  | 289  |
| Quellen: Cassini und INSEE |      |      |      |      |      |      |      |      |      |

## Sehenswürdigkeiten
- Kirche Saint-Bésoire
- Schloss Plessis
- Gutshof Giez

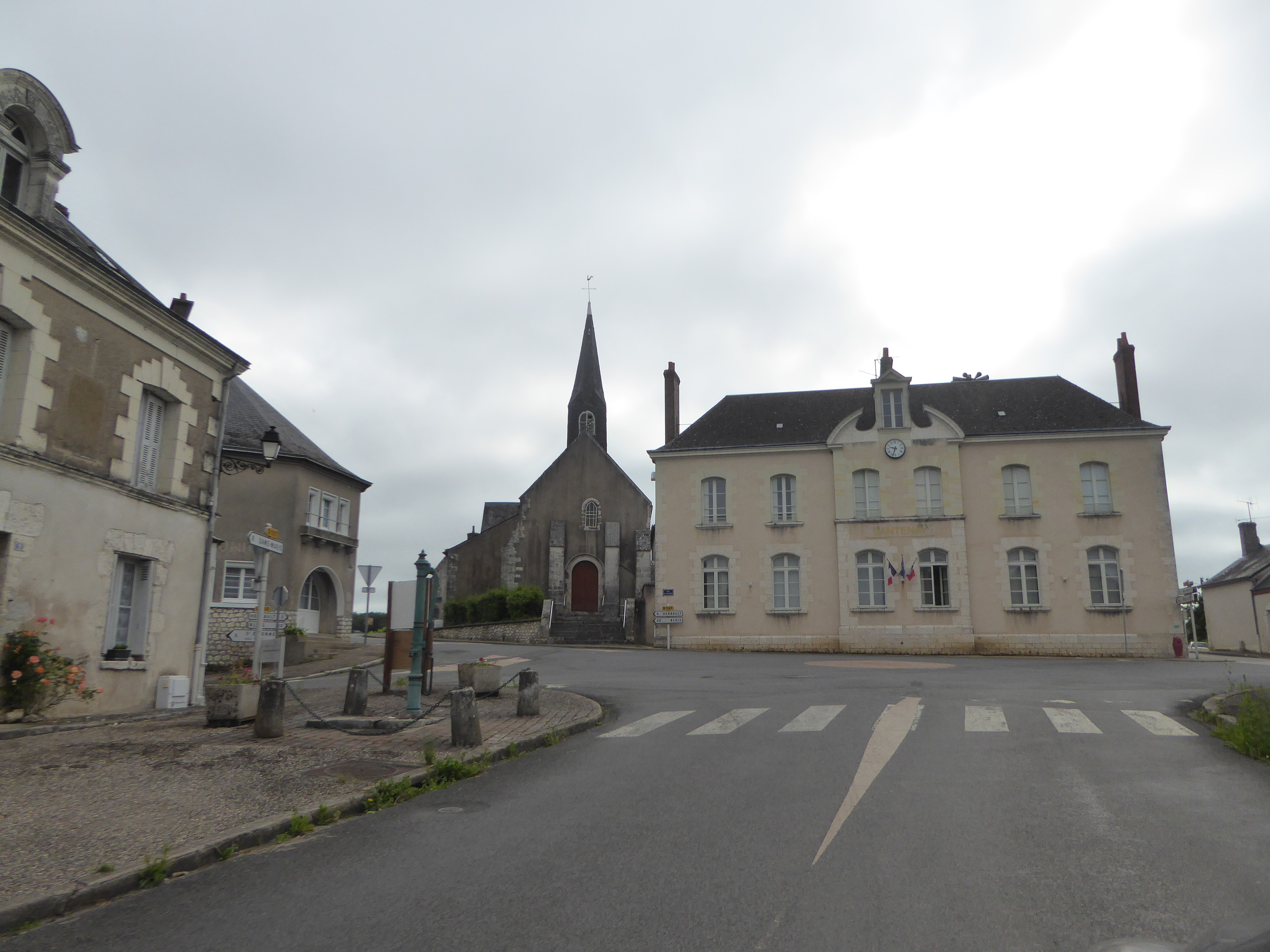
Kirche Saint-Résoire